# Vlag van Naypyidaw Union Territory

Vlag van Naypyidaw Union Territory

De vlag van Naypyidaw Union Territory heeft een zegel van het Naypyidaw Union Territory op een groenblauw veld. In de zegel staat Birmese tekst en een kaart van Naypyidaw Union Territory, onderverdeeld in acht townships.